# Noursat
Noursat – libańska stacja telewizyjna założona w 1991. Telewizja ma charakter katolicki. Nadawane są przede wszystkim programy o tematyce religijnej. Misją telewizji jest promowanie pokoju i dialogu międzyreligijnego.